# Бандзене, Раса
Раса Бандзене (урожд. Насырова или Насыровайте, позже выступала под фамилией Картанайте; лит. Rasa Bandzienė, род. 5 июля 1961) — советская и литовская шахматистка, мастер спорта СССР (1984).

## Биография
Дочь девятикратной чемпионки Литовской ССР М. Картанайте, жена международного мастера А. Бандзы.
Чемпионка Литовской ССР 1978, 1979 и 1983 гг. (в 1978 г. разделила 1—2 места с выступавшей вне конкурса Л. Пярнпуу; в 1979 г. заняла 8-е место, все участницы, оказавшиеся выше, выступали вне конкурса). Серебряный призер чемпионатов Литовской ССР 1977 и 1984 гг. (в 1977 г. разделила 2—3 места с В. Каушилайте вслед за выступавшей вне конкурса кмс из Москвы Н. Орловой, уступила золотую медаль по дополнительным показателям; в 1984 г. заняла 3-е место, но получила серебряную медаль, поскольку победительница турнира Т. Н. Хугашвили выступала вне конкурса). Бронзовый призер чемпионата Литовской ССР 1981 и 1982 гг. (в 1981 г. разделила 2—3 места, уступила серебро по дополнительным показателям; в 1982 г. заняла 8-е место, 5 из 7 участниц, занявших места выше, выступали вне конкурса).
Серебряный призер чемпионата Литвы 1996 г.
В составе сборной Литовской ССР участница Спартакиад народов СССР 1979 и 1983 гг.
В составе сборной ДСО «Жальгирис» участница командного чемпионата СССР 1980 г.
В составе сборной Литвы участница шахматной олимпиады 1996 г. и командного чемпионата Европы 1992 г.
После 1996 г. не выступает в соревнованиях высокого уровня.

## Основные спортивные результаты
| Год  | Город          | Соревнование                                                     | + | − | = | Результат | Место |
| ---- | -------------- | ---------------------------------------------------------------- | - | - | - | --------- | ----- |
| 1977 | Паневежис      | Чемпионат Литовской ССР                                          |   |   |   | 8 из 12   | 2—3   |
| 1978 | Вильнюс        | Чемпионат Литовской ССР                                          |   |   |   | 10 из 13  | 1—2   |
| 1979 | Паневежис      | Чемпионат Литовской ССР                                          |   |   |   | 6 из 13   | 8 (1) |
|      | Москва         | VII Спартакиада народов СССР (сборная Литовской ССР, ?-я доска)  | 4 | 3 | 1 | 4½ из 8   |       |
| 1980 | Вильнюс        | Чемпионат Литовской ССР                                          |   |   |   | 5½ из 11  | 5—7   |
|      | Ростов-на-Дону | Командный чемпионат СССР («Жальгирис», ?-я доска)                |   |   |   |           |       |
| 1981 | Вильнюс        | Чемпионат Литовской ССР                                          |   |   |   | 11½ из 14 | 2—3   |
| 1982 | Вильнюс        | Чемпионат Литовской ССР                                          |   |   |   | 8 из 15   | 8 (3) |
| 1983 | Вильнюс        | Чемпионат Литовской ССР                                          |   |   |   | 9½ из 13  | 1     |
|      | Москва         | VIII Спартакиада народов СССР (сборная Литовской ССР, ?-я доска) | 2 | 2 | 4 | 4 из 8    |       |
| 1984 | Вильнюс        | Чемпионат Литовской ССР                                          |   |   |   | 8½ из 13  | 3 (2) |
| 1988 | Шяуляй         | Чемпионат Литовской ССР                                          |   |   |   | 7 из 12   | 5—6   |
| 1989 | Шяуляй         | Чемпионат Литовской ССР                                          |   |   |   | 5½ из 11  | 8—9   |
| 1992 | Дебрецен       | Командный чемпионат Европы (сборная Литовской ССР, ?-я доска)    | 1 | 1 | 3 | 2½ из 5   |       |
| 1994 | Вилкавишкис    | Чемпионат Литвы                                                  | 5 | 4 | 4 | 7 из 13   | 7     |
| 1996 | Мариямполе     | Чемпионат Литвы                                                  | 7 | 2 | 2 | 8 из 11   | 2     |
|      | Ереван         | XVII Олимпиада (сборная Литвы, 3-я доска)                        | 3 | 4 | 1 | 3½ из 8   |       |

## Изменения рейтинга
| Графики недоступны из-за технических проблем. См. информацию на Фабрикаторе и на mediawiki.org. |